# 納斯塔西夫卡 (托馬基夫卡區)
47°44′38″N 34°42′28″E / 47.74389°N 34.70778°E
納斯塔西夫卡（烏克蘭語：Настасівка），是烏克蘭中部的村莊，隸屬第聶伯羅彼得羅夫斯克州的尼科波爾區。該村處於托馬基夫卡河左岸，距離米羅韋1公里和佐里亞4.5公里，海拔高度23米，2001年人口708。